# Spor
Spor, sporysz – demon z mitologii słowiańskiej, będący personifikacją płodności i plenności.
Traktowany jako abstrakcyjna siła sprawcza powodzenia, wzrostu i obfitości, na Białorusi występuje w formie upersonifikowanej, przedstawiany jako mężczyzna o białych, kędzierzawych włosach. Na Lubelszczyźnie występował w postaci zoomorficznej jako chomik lub szczur z woreczkiem, a także w formie węża, psa, kota lub żaby. Wiązany z pasożytniczym grzybem sporyszem, który lokalnie nazywany był „matką zboża” i uznawany za wróżbę dobrych plonów.
Teonim wywodzi się znaczeniowo ze wspólnych dla wszystkich Słowian słów spory, sporo, przysparzać.